# Jérôme Gauthier-Leduc
Jérôme Gauthier-Leduc (né le 30 juillet 1992 à Québec, dans la province de Québec, au Canada) est un joueur professionnel québécois de hockey sur glace.

## Biographie
Jérôme Gauthier-Leduc commence sa carrière en jouant avec le Blizzard du Séminaire Saint-François en 2007-2008 avec qui il remporte la Coupe Telus. Il est choisi lors du repêchage à la fin de la saison et est choisi par les Voltigeurs de Drummondville de la Ligue de hockey junior majeur du Québec (LHJMQ) lors du premier tour. Il est alors le dix-huitième joueur choisi, Brandon Gormley étant le premier choix.
En septembre 2008, il est échangé contre Yannick Riendeau qui rejoint Drummondville alors que Gauthier-Leduc rejoint les Huskies de Rouyn-Noranda. Il joue ainsi toute la saison 2008-2009 avec les Huskies puis fait de même lors de la saison suivante. Il participe au repêchage d'entrée dans la Ligue nationale de hockey de 2010 et est choisi par les Sabres de Buffalo, le soixante-huitième joueur de la séance. Il change de club de la LHJMQ au mois de juin en étant échangé contre deux choix de repêchage en 2012 et rejoint alors l'Océanic de Rimouski.
En décembre 2011, il signe un contrat de trois ans avec les Sabres de Buffalo. À la fin de la saison 2011-2012, il compte soixante-quatorze points et a un différentiel plus / moins de +41. Il est mis en avant par la LHJMQ en recevant le trophée Émile-Bouchard remis au meilleur défenseur du circuit. Il est également sélectionné dans la première équipe d'étoiles de la saison.

## Statistiques
| Saison    | Équipe                               | Ligue       |    | Saison régulière | Saison régulière | Saison régulière | Saison régulière | Saison régulière |   | Séries éliminatoires | Séries éliminatoires | Séries éliminatoires | Séries éliminatoires | Séries éliminatoires |
| Saison    | Équipe                               | Ligue       | PJ | B                | A                | Pts              | Pun              | PJ               | B | A                    | Pts                  | Pun                  |                      |                      |
| 2007-2008 | Blizzard du Séminaire Saint-François | QMAAA       | 43 | 10               | 12               | 22               | 10               | 17               | 2 | 6                    | 8                    | 26                   |                      |                      |
| 2008-2009 | Huskies de Rouyn-Noranda             | LHJMQ       | 52 | 1                | 16               | 17               | 8                | 6                | 0 | 2                    | 2                    | 5                    |                      |                      |
| 2009-2010 | Huskies de Rouyn-Noranda             | LHJMQ       | 68 | 20               | 26               | 46               | 16               | 11               | 2 | 4                    | 6                    | 2                    |                      |                      |
| 2010-2011 | Océanic de Rimouski                  | LHJMQ       | 61 | 18               | 38               | 56               | 26               | 5                | 1 | 2                    | 3                    | 6                    |                      |                      |
| 2011-2012 | Océanic de Rimouski                  | LHJMQ       | 62 | 28               | 46               | 74               | 41               | 21               | 9 | 10                   | 19                   | 12                   |                      |                      |
| 2012-2013 | Americans de Rochester               | LAH         | 48 | 3                | 4                | 7                | 8                | 3                | 0 | 0                    | 0                    | 0                    |                      |                      |
| 2013-2014 | Americans de Rochester               | LAH         | 51 | 3                | 7                | 10               | 22               | 4                | 0 | 1                    | 1                    | 0                    |                      |                      |
| 2013-2014 | Gladiators de Gwinnett               | ECHL        | 8  | 1                | 3                | 4                | 2                | -                | - | -                    | -                    | -                    |                      |                      |
| 2014-2015 | Americans de Rochester               | LAH         | 76 | 6                | 19               | 25               | 59               | -                | - | -                    | -                    | -                    |                      |                      |
| 2015-2016 | Americans de Rochester               | LAH         | 54 | 7                | 9                | 16               | 28               | -                | - | -                    | -                    | -                    |                      |                      |
| 2015-2016 | Senators de Binghamton               | LAH         | 22 | 4                | 6                | 10               | 6                | -                | - | -                    | -                    | -                    |                      |                      |
| 2016-2017 | HC Dynamo Pardubice                  | Extraliga   | 41 | 4                | 5                | 9                | 63               | -                | - | -                    | -                    | -                    |                      |                      |
| 2016-2017 | Belfast Giants                       | EIHL        | 11 | 5                | 7                | 12               | 4                | 3                | 1 | 1                    | 2                    | 2                    |                      |                      |
| 2017-2018 | Dornbirner EC                        | EBEL        | 43 | 6                | 19               | 25               | 20               | 6                | 1 | 4                    | 5                    | 2                    |                      |                      |
| 2018-2019 | Dornbirner EC                        | EBEL        | 52 | 5                | 27               | 32               | 32               | -                | - | -                    | -                    | -                    |                      |                      |
| 2019-2020 | Västerås HK                          | Allsvenskan | 50 | 6                | 34               | 40               | 34               | 1                | 0 | 0                    | 0                    | 0                    |                      |                      |
| 2020-2021 | Vienna Capitals                      | ICEHL       | 48 | 6                | 27               | 33               | 44               | 8                | 1 | 2                    | 3                    | 12                   |                      |                      |
| 2021-2022 | HC Ajoie                             | NL          | 31 | 7                | 14               | 21               | 24               | -                | - | -                    | -                    | -                    |                      |                      |
| 2022-2023 | HC Ajoie                             | NL          | 29 | 4                | 10               | 14               | 18               | 2                | 0 | 0                    | 0                    | 2                    |                      |                      |

## Trophées et honneurs personnels
- 2011-2012 dans la LHJMQ
  - meilleur défenseur de la saison
  - élu dans la première équipe type